# Listă de filme iugoslave

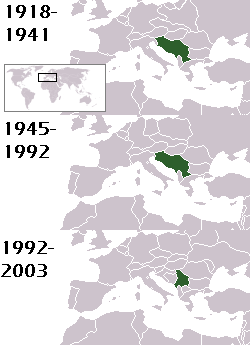

Aceasta este o listă de filme notabile care au fost produse de-a lungul timpului în Iugoslavia. Pentru o listă de filme de la A-Z care au articol pe Wikipedia în limba română vezi Categorie:Filme iugoslave

## Anii 1950
| 1950                      |                   |                                                        |        |                                                             |
| '                         |                   |                                                        |        |                                                             |
| 1951                      |                   |                                                        |        |                                                             |
| '                         |                   |                                                        |        |                                                             |
| 1952                      |                   |                                                        |        |                                                             |
| Ciguli Miguli             | Branko Marjanović |                                                        | Comedy | Banned by the authorities until 1977                        |
| Frosina                   | Vojislav Nanovic  | Meri Boskova Aco Jovanovski Ljuba Arsova Petar Prlicko | Drama  |                                                             |
| 1953                      |                   |                                                        |        |                                                             |
| '                         |                   |                                                        |        |                                                             |
| 1954                      |                   |                                                        |        |                                                             |
| '                         |                   |                                                        |        |                                                             |
| 1955                      |                   |                                                        |        |                                                             |
| Hanka                     | Slavko Vorkapić   |                                                        |        | Entered into the 1956 Cannes Film Festival                  |
| 1956                      |                   |                                                        |        |                                                             |
| Ne okreći se sine         | Branko Bauer      | Bert Solar Zlatko Lukman                               | Drama  | Won Golden Arena for Best Film at Pula Film Festival (1956) |
| Valley of Peace           | France Štiglic    |                                                        |        | Entered into the 1957 Cannes Film Festival                  |
| 1957                      |                   |                                                        |        |                                                             |
| It Was Not in Vain        | Nikola Tanhofer   |                                                        |        | Entered into the 7th Berlin International Film Festival     |
| 1958                      |                   |                                                        |        |                                                             |
| H-8                       | Nikola Tanhofer   | Đurđa Ivezić Boris Buzančić Antun Vrdoljak Vanja Drach | Drama  | Won Golden Arena for Best Film at Pula Film Festival (1958) |
| The Sky Through the Trees | Stole Janković    |                                                        |        | Entered into the 1st Moscow International Film Festival     |
| 1959                      |                   |                                                        |        |                                                             |
| Kapò                      | Gillo Pontecorvo  | Susan Strasberg                                        | Drama  | Italian-French-Yugoslav co-production                       |
| Train Without a Timetable | Veljko Bulajić    |                                                        |        | Entered into the 1959 Cannes Film Festival                  |

## 1960-1962
| 1960                             |                               |                                               |                     | |
| A Corpse Hangs in the Web        | Fritz Böttger                 | Alexander D'Arcy                              | Science fiction     | The English version was featured in the last season of Mystery Science Theater 3000                          |
| The Ninth Circle                 | France Štiglic                | Boris Dvornik                                 | Drama               | Nominated for an Academy Award for Best Foreign Language Film and entered into the 1960 Cannes Film Festival |
| Rat Atomic War Bride             | Veljko Bulajic                | Bata Živojinović                              | Science fiction     | |
| The Fourteenth Day               | Zdravko Velimirović           |                                               |                     | Entered into the 1961 Cannes Film Festival                                                                   |
| 1961                             |                               |                                               |                     | |
| And Love Has Vanished            | Aleksandar Petrović           |                                               |                     | Entered into the 1962 Cannes Film Festival                                                                   |
| Boatmen of Thessaloniki          | Zhivorad Mitrovik             | Ishtrev Begoli, Darko Damevski                | Drama               | Macedonian language film                                                                                     |
| Comrade President Center-Forward | Zorz Skrigin                  | Mija Aleksic Olivera Marković Severin Bijelić | Comedy              | |
| Martin u oblacima                | Branko Bauer                  | Boris Dvornik                                 | comedie             | |
| Nebeski odred                    | Bosko Boskovic, Ilija Nikolic |                                               |                     | Entered into the 2nd Moscow International Film Festival                                                      |
| 1962                             |                               |                                               |                     | |
| Kozara                           | Veljko Bulajić                |                                               |                     | Entered into the 3rd Moscow International Film Festival                                                      |
| Trial                            | Orson Welles                  | Anthony Perkins                               | Drama / Fantasy     | based on the novel by Franz Kafka                                                                            |
| Taras Bulba                      | J. Lee Thompson               | Yul Brynner Tony Curtis                       | History / Adventure | about Cossack clan on the Ukrainian steppes                                                                  |
| Treasure of the Silver Lake      |                               | Lex Barker                                    | Adventure           | Eurowestern, based on the novel by Karl May                                                                  |

## Anii 1970
| 1970                                         |                   |                                                 |                             |                                                           |
| Kelly's Heroes                               | Brian G. Hutton   | Clint Eastwood Donald Sutherland                | war                         | co-production                                             |
| One Song a Day Takes Mischief Away           | Krešo Golik       | Franjo Majetić                                  |                             |                                                           |
| Red Wheat                                    | Živojin Pavlović  |                                                 |                             | Entered into the 21st Berlin International Film Festival  |
| He Who Sings Means No Harm                   | Krešimir Golik    | Franjo Majetić Mirjana Bohanec Tomislav Žganec  | Comedy-drama                |                                                           |
| 1971                                         |                   |                                                 |                             |                                                           |
| Black Seed                                   | Kiril Cenevski    |                                                 |                             | Entered into the 7th Moscow International Film Festival   |
| W.R.: Mysteries of the Organism              | Dušan Makavejev   | Milena Dravić Ivica Vidović Jagoda Kaloper      | Political satire Sex comedy | Interfilm Award/FIPRESCI Prize at Berlin Festival (1971)  |
| 1972                                         |                   |                                                 |                             |                                                           |
| Score                                        | Radley Metzger    | Claire Wilbur                                   | Drama/Comedy                | one of the first films to explore bi-sexual relationships |
| Traces of a Black Haired Girl                | Zdravko Randic    |                                                 |                             | Entered into the 22nd Berlin International Film Festival  |
| 1973                                         |                   |                                                 |                             |                                                           |
| The Battle of Sutjeska                       | Stipe Delić       |                                                 |                             | Entered into the 8th Moscow International Film Festival   |
| Leptirica                                    | Đorđe Kadijević   | Mirjana Nikolić Petar Božović Slobodan Petrović | Horror                      | Television film                                           |
| 1974                                         |                   |                                                 |                             |                                                           |
| Acting Hamlet in the Village of Mrdusa Donja | Krsto Papić       |                                                 |                             | Entered into the 24th Berlin International Film Festival  |
| 1975                                         |                   |                                                 |                             |                                                           |
| Backbone                                     | Vlatko Gilic      |                                                 |                             | Entered into the 1977 Cannes Film Festival                |
| The Republic of Užice                        | Žika Mitrović     |                                                 |                             | Entered into the 9th Moscow International Film Festival   |
| 1976                                         |                   |                                                 |                             |                                                           |
| Čuvar plaže u zimskom periodu                | Goran Paskaljević |                                                 |                             | Entered into the 26th Berlin International Film Festival  |
| Idealist                                     | Igor Pretnar      |                                                 |                             | Entered into the 10th Moscow International Film Festival  |
| Izbavitelj The Rat Savior                    | Krsto Papić       | Ivica Vidović                                   | Horror/Science fiction      |                                                           |
| Vlak u snijegu                               | Mate Relja        | Slavko Štimac Edo Peročević                     | Children's film             |                                                           |
| The Widowhood of Karolina Zasler             | Matjaž Klopčič    |                                                 |                             | Entered into the 27th Berlin International Film Festival  |
| 1977                                         |                   |                                                 |                             |                                                           |
| The Dog Who Loved Trains                     | Goran Paskaljević |                                                 |                             | Entered into the 28th Berlin International Film Festival  |
| Foolish Years                                | Zoran Čalić       | Dragomir Bojanić Gidra                          | Comedy/Romance              |                                                           |
| Akcija stadion                               | Dušan Vukotić     | Igor Galo                                       | War drama                   |                                                           |
| 1978                                         |                   |                                                 |                             |                                                           |
| Bravo maestro                                | Rajko Grlić       |                                                 |                             | Entered into the 1978 Cannes Film Festival                |
| Destinies                                    | Predrag Golubovic | Miroljub Leso, Mirceta Vujicic                  | Drama                       | [ 1 ]                                                     |
| Moment                                       | Stole Janković    |                                                 |                             | Entered into the 11th Moscow International Film Festival  |
| Occupation in 26 Pictures                    | Lordan Zafranović |                                                 |                             | Entered into the 1979 Cannes Film Festival                |
| Paviljon VI                                  | Lucian Pintilie   |                                                 |                             | Entered into the 1979 Cannes Film Festival                |
| 1979                                         |                   |                                                 |                             |                                                           |
| '                                            |                   |                                                 |                             |                                                           |

## 1980–1981
| 1980                                        |                   | |                        | |
| Tajna Nikole Tesle                          | Krsto Papić       | Petar Božović (în rolul titular), Strother Martin, Orson Welles, Dennis Patrick, Oja Kodar și Boris Buzančić. | biografic              | despre viața inventatorului Nikola Tesla |
| Ko to tamo peva                             | Slobodan Šijan    | Pavle Vujisić Dragan Nikolić Bata Stojković Boro Stjepanović                                                  | Comedy-drama           | Won Special Jury Award at Montréal World Film Festival (1981) Voted as Best Yugoslav Movie of 1947–95 Period by members of the Yugoslavian Board of the Academy of Film Art and Science (AFUN) (1996). Screened at the 1981 Cannes Film Festival |
| Special Treatment                           | Goran Paskaljević | |                        | Entered into the 1980 Cannes Film Festival |
| Days of Dreams                              | Vlatko Gilic      | |                        | Entered into the 1980 Cannes Film Festival |
| See You in the Next War                     | Živojin Pavlović  | |                        | Screened at the 1982 Cannes Film Festival |
| 1981                                        |                   | |                        | |
| Do You Remember Dolly Bell?                 | Emir Kusturica    | Slavko Štimac Slobodan Aligrudić Ljiljana Blagojević Mira Banjac                                              | Drama                  | - Won Critics Award São Paulo International Film Festival (1982) - Won Golden Lion for Best First Film (Emir Kusturica) Venice International Film Festival (1981)                                                                                |
| Ritam zločina                               | Zoran Tadić       | Ivica Vidović Fabijan Šovagović                                                                               | Drama                  | Won International Fantasy Film Award for "Best Actor" (Fabijan Šovagović) at the Fantasporto festival and "Best Screenplay" |
| Gosti iz galaksije Visitors from the Galaxy | Dusan Vukotic     | Ljubisa Samardzic                                                                                             | Comedy/Science fiction | |
| Variola Vera                                | Goran Markovic    | Rade Serbedzija                                                                                               | Horror                 | |
| The Melody Haunts My Memory                 | Rajko Grlić       | |                        | Screened at the 1981 Cannes Film Festival |
| Peacetime in Paris                          | Predrag Golubović | |                        | Entered into the 12th Moscow International Film Festival |

## 1990–2003
| 1990                               |                       |                                                                                     |                        | |
| Artificial Paradise                | Karpo Acimovic-Godina |                                                                                     |                        | Screened at the 1990 Cannes Film Festival                                                                                    |
| Gluvi barut                        | Bato Čengić           | Mustafa Nadarević, Branislav Lečić, Fabijan Šovagović, Mira Furlan, Zijah Sokolović | Drama, War             | Entered into the 17th Moscow International Film Festival                                                                     |
| 1991                               |                       |                                                                                     |                        | |
| Aliens are to Blame for Everything | Zoran Calic           | Bata Živojinović, Boro Stjepanović, Nikola Simić                                    | Comedy, Crime, Fantasy | |
| The Original of the Forgery        | Dragan Kresoja        |                                                                                     |                        | |
| 1992                               |                       |                                                                                     |                        | |
| We Are Not Angels                  | Srđan Dragojević      | Nikola Kojo Srđan Todorović Uroš Đurić                                              | Comedy                 | Praised by critics for its inventive direction Achieved great commercial success, & later cult status                        |
| Tito and Me                        | Goran Marković        | Dimitrije Vojnov Miki Manojlović Anica Dobra Lazar Ristovski                        | Comedy                 | Won Silver Seashell for Best Director (Goran Marković) Silver Seashell for juvenile acting (Dimitrije Vojnov)                |
| 1993                               |                       |                                                                                     |                        | |
| '                                  |                       |                                                                                     |                        | |
| 1994                               |                       |                                                                                     |                        | |
| '                                  |                       |                                                                                     |                        | |
| 1995                               |                       |                                                                                     |                        | |
| See You in the Obituary            | Janko Baljak          |                                                                                     | Documentary            | |
| Underground                        | Emir Kusturica        | Miki Manojlović Lazar Ristovski Mirjana Joković Slavko Štimac                       | Comedy-drama           | Won Palme d'Or (Golden Palm) at Cannes Film Festival (1995) Won Best Foreign Film at National Society of Film Critics (1997) |
| '                                  |                       |                                                                                     |                        | |
| 1996                               |                       |                                                                                     |                        | |
| Pretty Village, Pretty Flame       | Srđan Dragojević      |                                                                                     |                        | |
| 1997                               |                       |                                                                                     |                        | |
| '                                  |                       |                                                                                     |                        | |
| 1998                               |                       |                                                                                     |                        | |
| Black Cat, White Cat               | Emir Kusturica        | Bajram Severdzan Srđan Todorović Branka Katić                                       | Romantic comedy        | Won Silver Lion at Venice Film Festival                                                                                      |
| '                                  |                       |                                                                                     |                        | |
| 1999                               |                       |                                                                                     |                        | |
| '                                  |                       |                                                                                     |                        | |
| 2000                               |                       |                                                                                     |                        | |
| Shadows of Memories                | Predrag Velinovic     |                                                                                     |                        | Entered into the 22nd Moscow International Film Festival                                                                     |
| 2001                               |                       |                                                                                     |                        | |
| '                                  |                       |                                                                                     |                        | |
| 2002                               |                       |                                                                                     |                        | |
| '                                  |                       |                                                                                     |                        | |
| 2003                               |                       |                                                                                     |                        | |
| '                                  |                       |                                                                                     |                        | |